# Közbeszerzési Értesítő
Közbeszerzési Értesítő a Közbeszerzési Hatóság hivatalos lapja. A Közbeszerzési Hatóság gondoskodik a szerkesztéséről. A közbeszerzési és a tervpályázati eljárásokkal kapcsolatos hirdetmények ellenőrzés után közzétételére kerülnek.  Itt jelennek meg továbbá Közbeszerzési törvény (Kbt.) által előírt egyéb adatok, információk.
A Közbeszerzési Értesítőben kizárólag a Kbt-ben meghatározott dokumentumok (közlemények, tájékoztatók, felhívások, egyéb hirdetmények) tehetők közzé.
A Közbeszerzési Értesítő elérhető a Közbeszerzési Hatóság hivatalos honlapján.
A Közbeszerzési Hatóság által meghatározott rendszerességgel jelenik meg, 2008. július 1-től kizárólag elektronikus formában. Hiteles kiadványnak a teljes lapszámot tartalmazó, elektronikusan aláírt, pdf formátumú dokumentum minősül, amely térítésmentesen elérhető.

## A hirdetmények főbb típusai
Tartalmazza valamennyi hazai közbeszerzési eljárással kapcsolatban közzétett hirdetményt , az Európai Unió Hivatalos Lapjába közzétételre megküldött hirdetményeket is, tájékoztató jelleggel.
Minden év elején itt jelennek meg az egyes beszerzési tárgyakra vonatkozó uniós értékhatárok, valamint a nemzeti értékhatárok.
A Közbeszerzési Hatóság  útmutatót készít a jogorvoslati döntésekből levonható tapasztalatok alapján, összefoglalja a közbeszerzésekkel kapcsolatos gyakorlati tudnivalókat, és azt a Közbeszerzési Értesítőben is közzéteszi.
Tartalmazza továbbá a Közbeszerzési Döntőbizottság és a bíróságok határozatait, valamint a Hatóság feladataihoz kapcsolódó egyéb dokumentumokat (pl. ajánlást, elnöki tájékoztatót, jogszabályokat stb.).

## Történeti áttekintés
Magyarországnak az Európai Unióhoz történő csatlakozását megelőző időszakban a hazai közbeszerzési eljárásokkal kapcsolatban készített hirdetmények hivatalos forrása kizárólag a Közbeszerzési Értesítő volt. 
2004. május 1-jétől, Magyarország európai uniós csatlakozása óta,  a közösségi értékhatárt elérő vagy meghaladó értékű közbeszerzési eljárásokkal kapcsolatos hirdetmények hivatalos megjelenési helye az Európai Unió Hivatalos Lapjának (Official Journal) Kiegészítése. Kizárólag elektronikus formában jelenik meg, a TED-adatbank (Tenders Electronic Daily) honlapján, az európai közbeszerzések hivatalos internetes oldaláról érhető el.